# ميلوراد دوديك
ميلوراد دوديك (مواليد 12 مارس 1959) هو سياسي من صرب البوسنة والهرسك يشغل منصب العضو الصربي السابع والحالي في مجلس رئاسة البوسنة والهرسك ورئيس الدولة الفيدرالي الجماعي.
كما شغل دوديك منصب رئيس تحالف الديمقراطيين الاجتماعيين المستقلين منذ إنشائه في عام 1996 وشغل عدد من المناصب السياسية في جمهورية صرب البوسنة الكيان ذي الأغلبية الصربية في البوسنة والهرسك. كان دوديك رئيس وزراء جمهورية صرب البوسنة من عام 1998 إلى عام 2001 ومن عام 2006 إلى عام 2010 ورئيس جمهورية صرب البوسنة من عام 2010 حتى عام 2018.
مثل الكثير من تحالف الديمقراطيين الاجتماعيين المستقلين كان دوديك يعتبر في البداية بديل معتدل وإصلاحي للحزب الديمقراطي الصربي القومي المتطرف في التسعينيات وأوائل القرن الحادي والعشرين. ومع ذلك منذ ذلك الحين اتبع دوديك وتحالف الديمقراطيين الاجتماعيين المستقلين خط قومي وانفصالي بشكل متزايد متذرعين بحق صرب البوسنة والهرسك في تقرير المصير. تميزت الفترة التي قضاها في السلطة بالاستبداد التنصل من المؤسسات الفيدرالية البوسنية وعلاقات أوثق مع صربيا وروسيا.

## النشأة والتعليم
ولد دوديك في بانيا لوكا لأبوين بوغوليوب وميرا دوديك. عاش في لاكتاشي حيث التحق بالمدرسة الابتدائية. هناك لعب في فريق كرة السلة في البلدة في دوري الهواة اليوغوسلافي. في عام 1978 تخرج من المدرسة الثانوية الزراعية في بانيا لوكا وبعد ذلك التحق بكلية العلوم السياسية في جامعة بلغراد وتخرج منها عام 1983.

## بداية حياته السياسية (1986-1998)
من عام 1986 حتى عام 1990 كان دوديك رئيس للمجلس التنفيذي لجمعية البلدية لاكتاشي. في عام 1990 في أول انتخابات متعددة الأحزاب في البوسنة والهرسك تم انتخابه لعضوية برلمان جمهورية البوسنة والهرسك الاشتراكية كمرشح لاتحاد قوى الإصلاح في يوغوسلافيا وكان تلميذ سياسي للمصلح الليبرالي أنتي ماركوفيتش. خلال حرب البوسنة والهرسك عمل دوديك كممثل في برلمان جمهورية صرب البوسنة.
خلال ذلك الوقت شكل كتلة الأعضاء المستقلين في البرلمان (نادي النواب المستقلين في برلمان جمهورية صرب البوسنة) والتي كانت المعارضة السياسية الوحيدة للحزب الديمقراطي الصربي. التي كانت المعارضة السياسية الوحيدة للحزب الديمقراطي الصربي الذي كان يتمتع بالأغلبية المطلقة في برلمان جمهورية صرب البوسنة وقت الحرب. كان المؤتمر الحزبي الذي ترأسه هو تشكيل نواة حزب الديمقراطيين الاشتراكيين المستقلين في عام 1996 بعد توقيع السلام نتيجة لاتفاقية دايتون. تم انتخابه كأول رئيس لحزب الديمقراطيين الاشتراكيين المستقلين. اتحد الحزب لاحقا مع حزب ديمقراطي اجتماعي آخر لتشكيل تحالف الديمقراطيين الاشتراكيين المستقلين الذي يرأسه دوديك.

## رئيس وزراء جمهورية صرب البوسنة

### الفترة الأولى (1998-2001)
بعد النزاعات بين بيليانا بلافشيتش وبقية الحزب الديمقراطي الصربي بزعامة رادوفان كاراديتش أسست حزب سياسي جديد التحالف الوطني الصربي. أجريت انتخابات مبكرة في جمهورية صرب البوسنة في عام 1997 وبعد ذلك تعاونت بلافشيتش ونظامها الاجتماعي عن كثب مع الأحزاب الاشتراكية الصربية الأصغر (الحزب الاشتراكي وتحالف الديمقراطيين الاشتراكيين المستقلين بزعامة دوديك). تم ترشيح دوديك رئيس لوزراء جمهورية صرب البوسنة على الرغم من أن حزبه لم يكن لديه سوى مقعدين في البرلمان.

### الفترة الثانية (2006-2010)

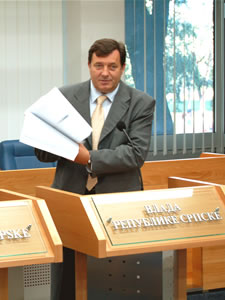
يوضح دوديك حجم الأعمال الورقية التي تم تخفيضها من خلال الإصلاحات التي تدعمها الوكالة الأمريكية للتنمية الدولية في أبريل 2007.

خلال الحملة الانتخابية عام 2006 بعد استقلال الجبل الأسود قال دوديك إن جمهورية صرب البوسنة لم تستبعد حقها في استفتاء الاستقلال. في الانتخابات فاز حزب تحالف الديمقراطيين الاشتراكيين المستقلين برئاسة دوديك بنسبة 46.9٪ من الأصوات بينما فاز الحزب الديمقراطي الصربي بنسبة 19.5٪. ورآه المجتمع الدولي على أنه زعيم ديمقراطي معتدل لجمهورية صرب البوسنة. حصل دوديك على دعم من الدول الغربية التي كانت تسعى إلى تهميش القوميين الصرب. لقد اعتقدوا أنهم وجدوا بديل في دوديك. بعد أن أصبح رئيس للوزراء واصل الغرب دعمه على حساب الأحزاب القومية الصربية. وعدت الدول الغربية أنه إذا ظل دوديك رئيس للوزراء فإن جمهورية صرب البوسنة ستتلقى مساعدات اقتصادية من الغرب. كما أراد مكتب الممثل السامي والقوى الغربية ضمان تحقيقه لوعده بإعادة 70 ألف لاجئ كرواتي وبوشناق إلى جمهورية صرب البوسنة.
كما وعد بعد فوز دوديك في الانتخابات تلقت جمهورية صرب البوسنة مساعدة مالية من الاتحاد الأوروبي حيث تم استخدام الأموال لدفع رواتب موظفي الخدمة المدنية والشرطة. في منتصف فبراير 2007 سافر دوديك إلى الولايات المتحدة حيث استقبلته مادلين أولبرايت. ووصفته بأنه «نسمة من الهواء النقي» وتعهدت بتقديم 3.6 مليون يورو كمساعدات فورية. كما تلقت جمهورية صرب البوسنة مساعدة من الحكومة البريطانية في نفس الشهر. قال وزير الخارجية البريطاني روبن كوك أمام برلمان جمهورية صرب البوسنة إن حكومة دوديك «بذلت في الأسبوعين الأولين لتحسين حياة الناس أكثر مما فعلت سابقتها في عامين».
في وقت لاحق أصبح دوديك أقوى سياسي صربي في البوسنة والهرسك وفيما بعد نظر إليه الغرب على أنه «قومي بلا خجل وأكبر تهديد لسلام البوسنة والهرسك الهش ومتعدد الأعراق». بعد أن أصبح رئيس للوزراء أصبح دوديك حتى أكثر قومية من الحزب الديمقراطي الصربي. خلال إصلاح الشرطة في جمهورية صرب البوسنة تمكن دوديك من خلق صورة قومية لنفسه. في غضون ذلك فاز حارث سيلاييتش بانتخاب العضو البوسني في رئاسة البوسنة والهرسك. نظرا لأنه كان وزير أثناء حرب البوسنة والهرسك وشريك مقرب من علي عزت بيغوفيتش انتقد سيلاييتش جمهورية صرب البوسنة باعتبارها كيان إبادة جماعية ودعا إلى إلغائها. علاوة على ذلك دعا سيلاييتش إلى مزيد من المركزية للبوسنة والهرسك.
في 5 مايو 2008 افتتح دوديك والرئيس الصربي بوريس تاديتش حديقة جمهورية صرب البوسنة في بلغراد.
في 1 يونيو 2008 خلال زيارة إلى زغرب صرح دوديك أن عملية العاصفة كانت عملية تطهير عرقي تم تنفيذها ضد الصرب واعتبرتها «أعظم تطهير عرقي تم ارتكابه بعد الحرب العالمية الثانية». انتقد الرئيس الكرواتي ستيبان ميسيتش دوديك لتشجيعه الصرب غير الراضين في كرواتيا على العيش في جمهورية صرب البوسنة بينما أهمل دعوة اللاجئين البوسنيين والكروات للعودة. صرح إيفو باناك رئيس لجنة هلسنكي الكرواتية أن كرواتيا كانت تدافع عن نفسها في ذلك الوقت وانتقد تعليقات دوديك باعتبارها استفزازات.
في 12 ديسمبر 2008 صرح دوديك أنه لا ينبغي السماح للقضاة المسلمين برئاسة القضايا في جمهورية صرب البوسنة. وأوضح أنه «من غير المقبول بالنسبة لجمهورية صرب البوسنة أن يحاكمنا قضاة مسلمون ويطرحون علينا الشكاوى التي تستند إلى أسس قانونية. ونعتقد أن السبب هو فقط لأنهم مسلمون وبوشناق وأن لديهم توجه سلبي تجاه جمهورية صربيا ونحن نرى المؤامرة التي تم إنشاؤها».

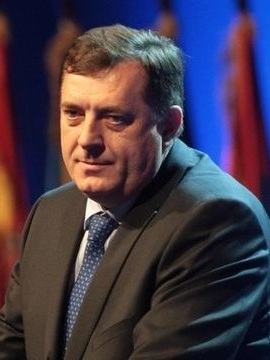
دوديك يلقي كلمة في 2010.

في 9 سبتمبر 2009 افتتح هو وبوريس تاديتش رئيس صربيا مدرسة في بالي باسم «صربيا». لم يتم استشارة الأعضاء البوسنيين والكروات في الرئاسة الثلاثية للبوسنة والهرسك بشأن رحلة تاديتش.
في 27 أكتوبر 2009 قدم دوديك طائرة حكومية من جمهورية صرب البوسنة لالتقاط بيليانا بلافشيتش الرئيسة السابقة لجمهورية صرب البوسنة المدانة بارتكاب جرائم حرب ورحب بها في بلغراد بعد إطلاق سراحها المبكر من سجن سويدي. وأشار إلى «أسباب أخلاقية بحتة» للقيام بذلك. زيليكو كومشيتش العضو الكرواتي في الرئاسة البوسنية ألغى زيارة كانت مقررة إلى السويد احتجاجا.
في نوفمبر 2009 رفض دوديك تسليم المستندات المطلوبة التي توضح بالتفصيل تمويل مجمع مباني حكومي في بانيا لوكا بقيمة 110 مليون يورو وإنشاء طريق سريع للمدعين الدوليين في محكمة البوسنة والهرسك. وذكر أن المحكمة ليس لها ولاية قضائية على جمهورية صرب البوسنة ورفعت دعوى قضائية ضد نائب الممثل السامي رافي غريغوريان أرشفة 31 مارس 2018 في واي باك مشين والمدعين العامين الدوليين. اتهم دوديك غريغوريان بقيادة مؤامرة ضد جمهورية صرب البوسنة وقال إن التحيز ضد الصرب موجود بين المدعين والقضاة على المستوى المركزي.
في 10 نوفمبر 2009 كشف دوديك أنه يفكر بجدية في منح بيليانا بلافشيتش مكتب في مجلس الشيوخ. وذكر «نعمل على مراجعة قانون رئيس الجمهورية والذي من شأنه أن يمنح بلافشيتش وغيره من الرؤساء السابقين فرصة التمتع ببعض الامتيازات مثل المنصب والتعويض النقدي والمستشار والسكرتير والسيارة الرسمية مع سائق ووهكذا دواليك». انتقد ملادين بوسيتش زعيم الحزب الديمقراطي الصربي دوديك.
في 19 يناير 2010 صرح الرئيس الكرواتي ستيبان ميسيتش أنه إذا دعا دوديك إلى استفتاء على استقلال جمهورية صرب البوسنة فسوف يرسل الجيش الكرواتي للتدخل.

## رئيس جمهورية صربسكا (2010-2018)

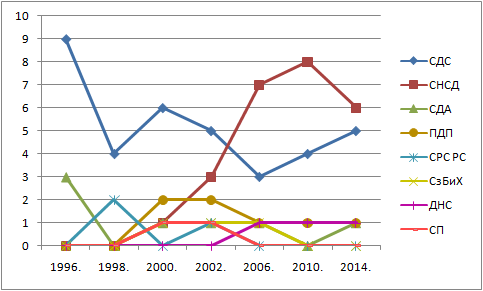
توزيع الولايات لمجلس النواب الوطني من جمهورية صرب البوسنة للفترة 1996-2014.

في أكتوبر 2010 فاز دوديك بفارق ضئيل في الانتخابات الرئاسية لجمهورية صرب البوسنة بالفعل في الجولة الأولى وبذلك أصبح الرئيس الثامن للجمهورية.
في 30 نوفمبر 2010 كشفت البرقيات الدبلوماسية للولايات المتحدة المسربة أن دوديك دعم خطة أهتيساري لاستقلال كوسوفو. أرسل البرقية دانييل فرايد مسؤول بوزارة الخارجية الأمريكية في مايو 2007 ونقلت عن دوديك قوله إن «الاعتراف بكوسوفو سيأتي بعد قرار مجلس الأمن الدولي (بتبني الخطة)». ونفى دوديك الاتهامات وقال إن دانيال فرايد كاذب ومثير للمشاكل.
في مايو 2011 خطط دوديك لإجراء استفتاء في يونيو اعتبر أنه سينعكس على رفض مؤسسات الدولة البوسنية بما في ذلك محكمة جرائم الحرب. حذر الممثل الأعلى للبوسنة والهرسك فالنتين إنزكو من أن الاستفتاء قد يعرض اتفاقية دايتون للخطر. ومع ذلك بعد وقت قصير من تصاعد التوترات فيما يتعلق بالاستفتاء المقترح قررت جمهورية صرب البوسنة إلغاء الاستفتاء بعد أن طمأنت السيدة كاثرين أشتون الممثلة السامية للاتحاد الأوروبي للشؤون الخارجية والسياسة الأمنية دوديك في بانيا لوكا بأن الاتحاد الأوروبي سينظر في شكاوى جمهورية صرب البوسنة بشأن الانتهاكات في نظام العدالة في البوسنة والهرسك ويوصي بالتغييرات.
في 25 أكتوبر 2011 تحدث دوديك عن «قصة نجاح السياسة الخارجية الأمريكية: اتفاقيات دايتون وجمهورية صرب البوسنة والتكامل الأوروبي في البوسنة والهرسك» في جامعة كولومبيا. تم الاحتجاج على هذا الحدث من قبل العديد من المنظمات بما في ذلك كونغرس البوشناق في أمريكا الشمالية والمجلس الاستشاري للبوسنة والهرسك والمعهد الكندي لأبحاث الإبادة الجماعية ومعهد الإبادة الجماعية البوسني الأمريكي ومركز التعليم والمركز الدولي مركز العدالة الانتقالية. كما جرت الاحتجاجات أثناء تقديم الخطاب.
في أكتوبر 2012 اقترح دوديك إلغاء القوات المسلحة الموحدة للبوسنة والهرسك. في 3 نوفمبر 2012 أعلن دوديك أن حكومة جمهورية صرب البوسنة ستتبرع بمبلغ لم يكشف عنه للمساعدة في دفع تكاليف تجديد مقر إقامة البطريرك الصربي الأرثوذكسي إيرينج القديم في بلغراد. وعلقت إيرينج قائلة: «هذه فرصة عظيمة لإظهار وحدة الشعب الصربي والكنيسة الصربية عمليا خارج حدودنا». أعرب المدونون الصرب عن «اختلافهم مع كليهما في وقت الأزمة الاقتصادية الحادة والمصاعب».

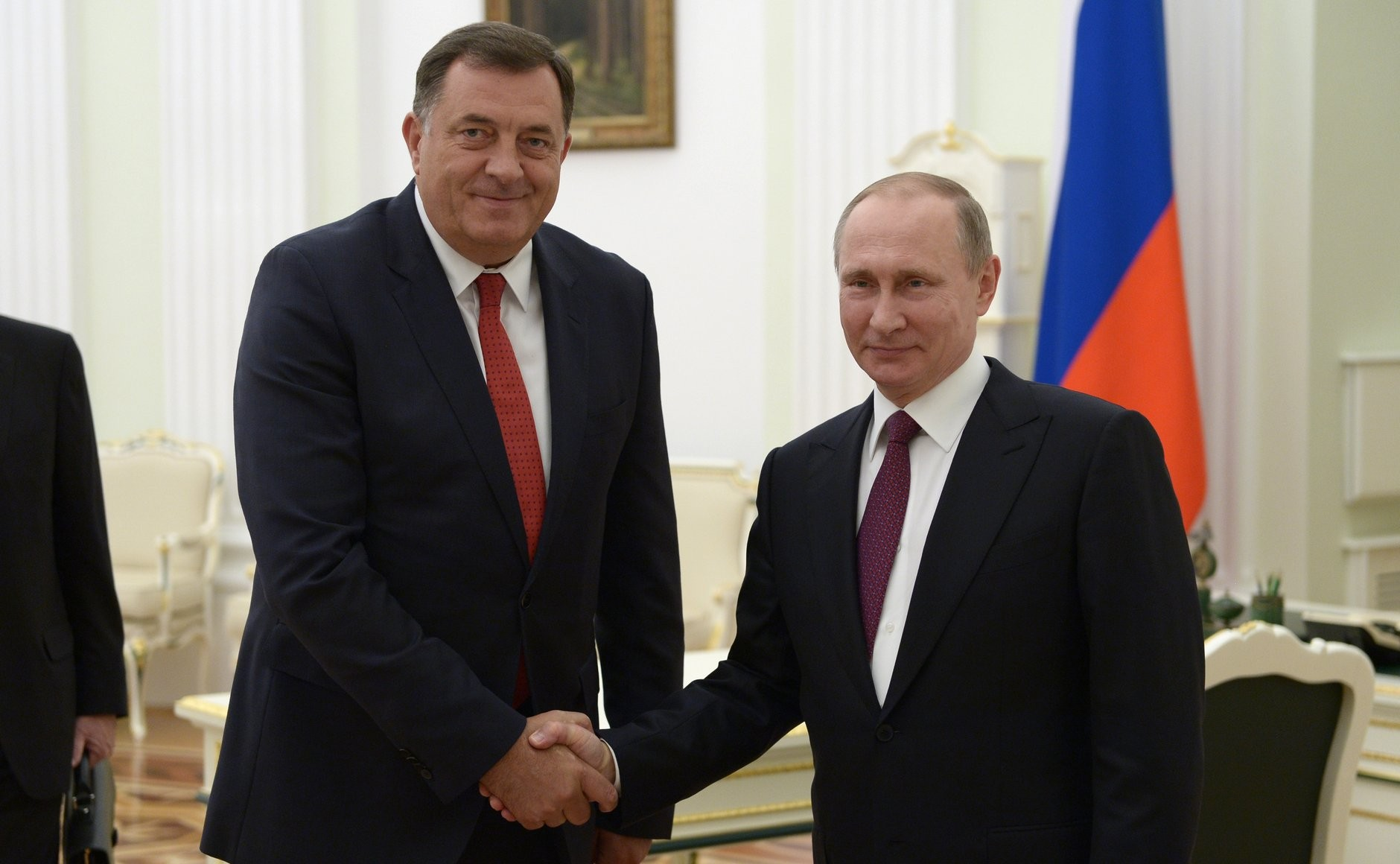
دوديك مع الرئيس الروسي فلاديمير بوتين في 22 سبتمبر 2016.

في 13 نوفمبر 2012 استشهد الممثل الأعلى فالنتين إنزكو بدوديك بأنه «الأكثر تكرار وإن لم يكن بالتأكيد المؤيد الوحيد [البوسني] لحل الدولة» في تقرير إلى مجلس الأمن التابع للأمم المتحدة. وأضاف أن «آخر هذه المبادرات وأكثرها إثارة للقلق هي مبادرة أرسلها الرئيس إلى برلمان جمهورية صرب البوسنة في محاولة لتهيئة الظروف التي من شأنها أن تؤدي من جانب واحد إلى حل القوات المسلحة للبوسنة والهرسك». دافع فيتالي تشوركين الممثل الروسي لدى الأمم المتحدة عن دوديك وألقى باللوم على البوشناق في التوتر.
في نوفمبر 2012 اتهمت النيابة العامة الألمانية دوديك وابنه في قضية فساد تتعلق ببنك هيبو ألب أدريا. وتناول التحقيق «عدة جرائم جنائية من بينها تزوير مستندات وتزوير تقارير مالية وتجارية وتزوير». حقق النظام القضائي في البوسنة والهرسك في البداية في القضية بعد تقديم شكوى لكن «الضغوط السياسية سرعان ما أوقفت الهيئات القضائية والشرطة في جمهورية صربيا». من أجل عدم ربطه بقصة هيبو جروب ألب أدريا. في 26 نوفمبر 2012 الممثل السامي في البوسنة والهرسك فالنتين إنزكو أكد عدم وجود تحقيق ضد رئيس جمهورية صرب البوسنة ميلوراد دوديك وعائلته في ألمانيا أو النمسا.
في 1 يناير 2017 فرض مكتب مراقبة الأصول الأجنبية التابع لوزارة الخزانة الأمريكية عقوبات على دوديك بموجب الأمر التنفيذي 13304 وبسبب دوره في تحدي المحكمة الدستورية للبوسنة والهرسك. وقال جون إي. سميث القائم بأعمال مدير مكتب مراقبة الأصول الأجنبية بالإنابة «من خلال إعاقة اتفاقات دايتون يشكل ميلوراد دوديك تهديد كبير لسيادة البوسنة والهرسك وسلامة أراضيها». «إن إجراء اليوم يؤكد التزام الولايات المتحدة باتفاقات دايتون ويدعم الجهود الدولية لاستمرار التكامل الأوروبي للبلاد». سيتم حظر أي ممتلكات للسيد ميلوراد دوديك داخل الولاية القضائية للولايات المتحدة ويحظر على الأشخاص الأمريكيين أو الأفراد أو الشركات المشاركة في معاملات تجارية معه.

## الرئاسة (2018 - الآن)

### الانتخابات العامة 2018
أعلن دوديك ترشحه للانتخابات العامة البوسنية في 26 ديسمبر 2017 لخوض انتخابات رئاسة البوسنة والهرسك المكونة من ثلاثة أشخاص والتي تمثل الصرب.
في الانتخابات العامة التي أجريت في 7 أكتوبر 2018 تم انتخاب دوديك لرئاسة الجمهورية بعد حصوله على 53.88٪ من الأصوات. وجاء عضو الرئاسة الحالي لصرب البوسنة والهرسك ملادين إيفانيتش في المركز الثاني بنسبة 42.74٪.

### السياسة المحلية

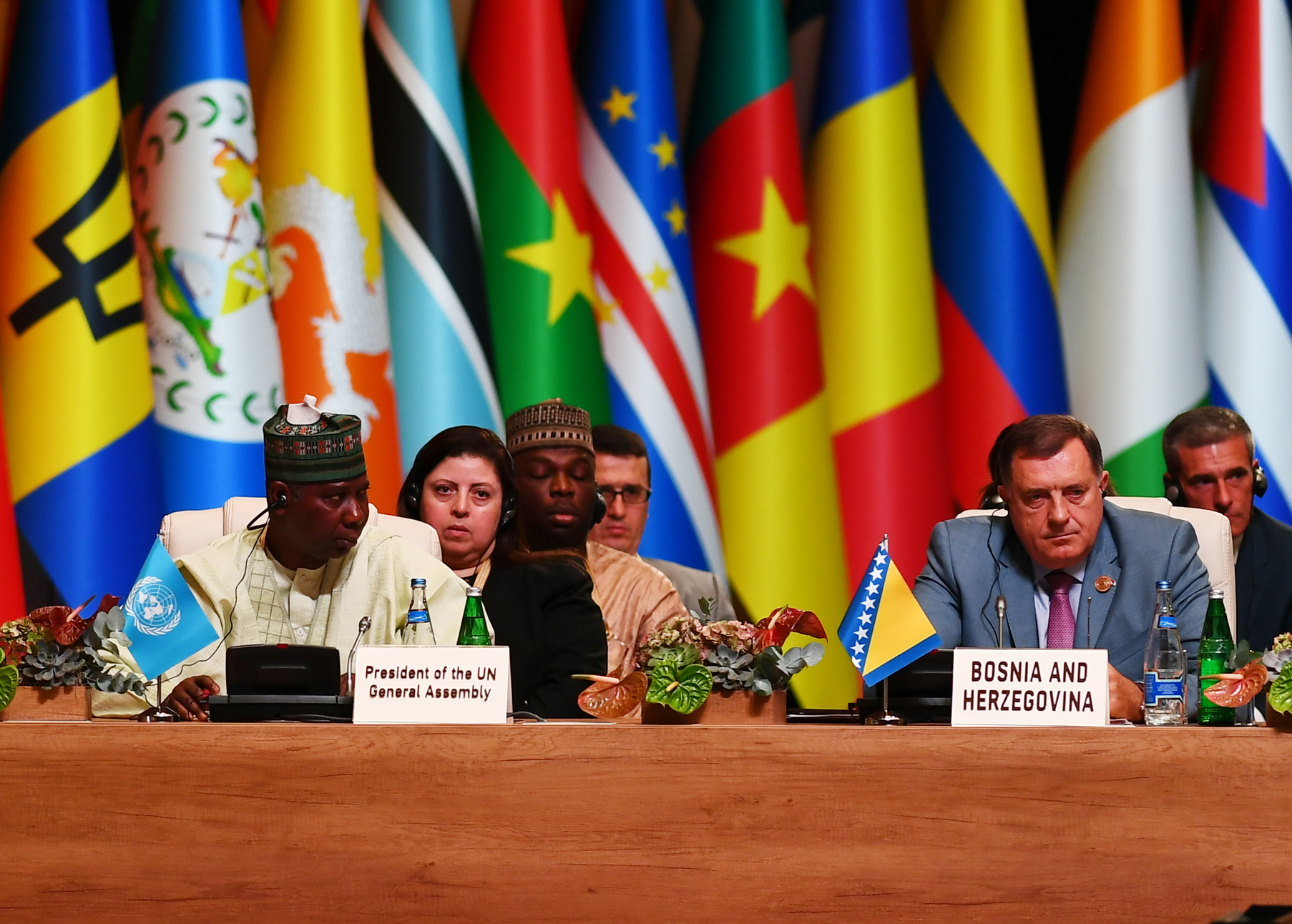
دوديك في القمة الثامنة عشرة لحركة عدم الانحياز في باكو في 25 أكتوبر 2019.

في الشهر الأول من رئاسته واجه دوديك مع عضو الرئاسة البوشناق المنتخب حديثا شفيق دافروفيتش حيث صرح دوديك بأنه لن يحضر جلسة الرئاسة الأولى تحت القيادة الجديدة حتى يتم وضع علم جمهورية صرب البوسنة وهو كيان في البوسنة والهرسك في مكتبه. في النهاية رضخ ووافق على عقد الجلسة بعلم البوسنة والهرسك فقط.
في مارس 2019 عين دوديك المخرج المشهور أمير كوستوريكا مستشار له.
في 28 يناير 2021 أبلغت لجنة الانتخابات البوسنية دوديك إلى مكتب المدعي العام للبوسنة والهرسك لنشره الكراهية الوطنية. تم الإبلاغ عن إهانة لفظية لعضو لجنة الانتخابات فانيا بيليكا - بروتينا لقراره إعادة الانتخابات البلدية البوسنية لعام 2020 في مدينتي دوبوي وسريبرينيتشا حيث فاز حزب دوديك بسبب مخالفات انتخابية.
في 22 مايو 2021 حضر جعفروفيتش وعضو الرئاسة الكرواتية زيليكو كومشيتش مناورة عسكرية بين جيش الولايات المتحدة والقوات المسلحة للبوسنة والهرسك على جبل مانياتشا جنوب مدينة بانيا لوكا في البوسنة والهرسك بينما رفض دوديك حضورها.
في 5 يناير 2022 فرض مكتب الولايات المتحدة لمراقبة الأصول الأجنبية عقوبات على دوديك بموجب الأمر التنفيذي رقم 14033 ("حظر الممتلكات وتعليق دخول بعض الأشخاص إلى الولايات المتحدة يساهمون في الوضع المزعزع للاستقرار في غرب البلقان"). وفي إعلانه قال وكيل وزارة الخزانة لشؤون الإرهاب والاستخبارات المالية براين إي. الهرسك والمنطقة بأسرها". في 11 أبريل 2022 عاقبت المملكة المتحدة دوديك وشيليكا تشفيانوفيتش رئيس جمهورية صرب البوسنة لمحاولتهما تقويض شرعية البوسنة والهرسك حيث صرحت وزيرة الخارجية البريطانية ليز تروس أن دوديك وكفيانوفيتش "يقوضان عمدا عون السلام في البوسنة والهرسك. وبتشجيع من بوتين [فلاديمير بوتين] فإن سلوكهم المتهور يهدد الاستقرار والأمن في جميع أنحاء غرب البلقان".

#### جائحة كورونا
مع بدء جائحة كورونا في البوسنة والهرسك في مارس 2020 أعلنت الرئاسة قيام القوات المسلحة بوضع خيام للحجر الصحي على حدود البلاد مخصصة للمواطنين البوسنيين العائدين إلى ديارهم. كان كل مواطن بوسني يصل إلى البلاد ملزم بالحجر الذاتي لمدة 14 يوم بدءا من يوم الوصول. نصبت الخيام على الحدود الشمالية مع كرواتيا.
في 21 ديسمبر 2020 تم نقل دوديك إلى المستشفى بسبب التهاب رئوي ثنائي لكنه لم يصاب بكورونا. بعد يوم واحد في 22 ديسمبر تم التأكيد على أنه كان إيجابي لكورونا بحلول 28 ديسمبر تعافى دوديك.
في 2 مارس 2021 جاء الرئيس الصربي ألكسندر فوتشيتش إلى سراييفو والتقى بدوديك وأعضاء آخرين في الرئاسة جعفروفيتش وكومشيتش وتبرع بـ 10000 جرعة من لقاحات أكسفورد–آسترازينيكا لوباء كورونا. بعد ثلاثة أيام في 5 مارس جاء الرئيس السلوفيني بوروت باهور أيضا إلى سراييفو والتقى بدوديك وجعفروفيتش وكومشيتش وذكر أن سلوفينيا ستتبرع أيضا بـ 4800 لقاح أكسفورد–آسترازينيكا للوباء.
في 21 أبريل 2021 تلقى جرعته الأولى من لقاح سبوتنيك في.

#### معارضة الممثل السامي

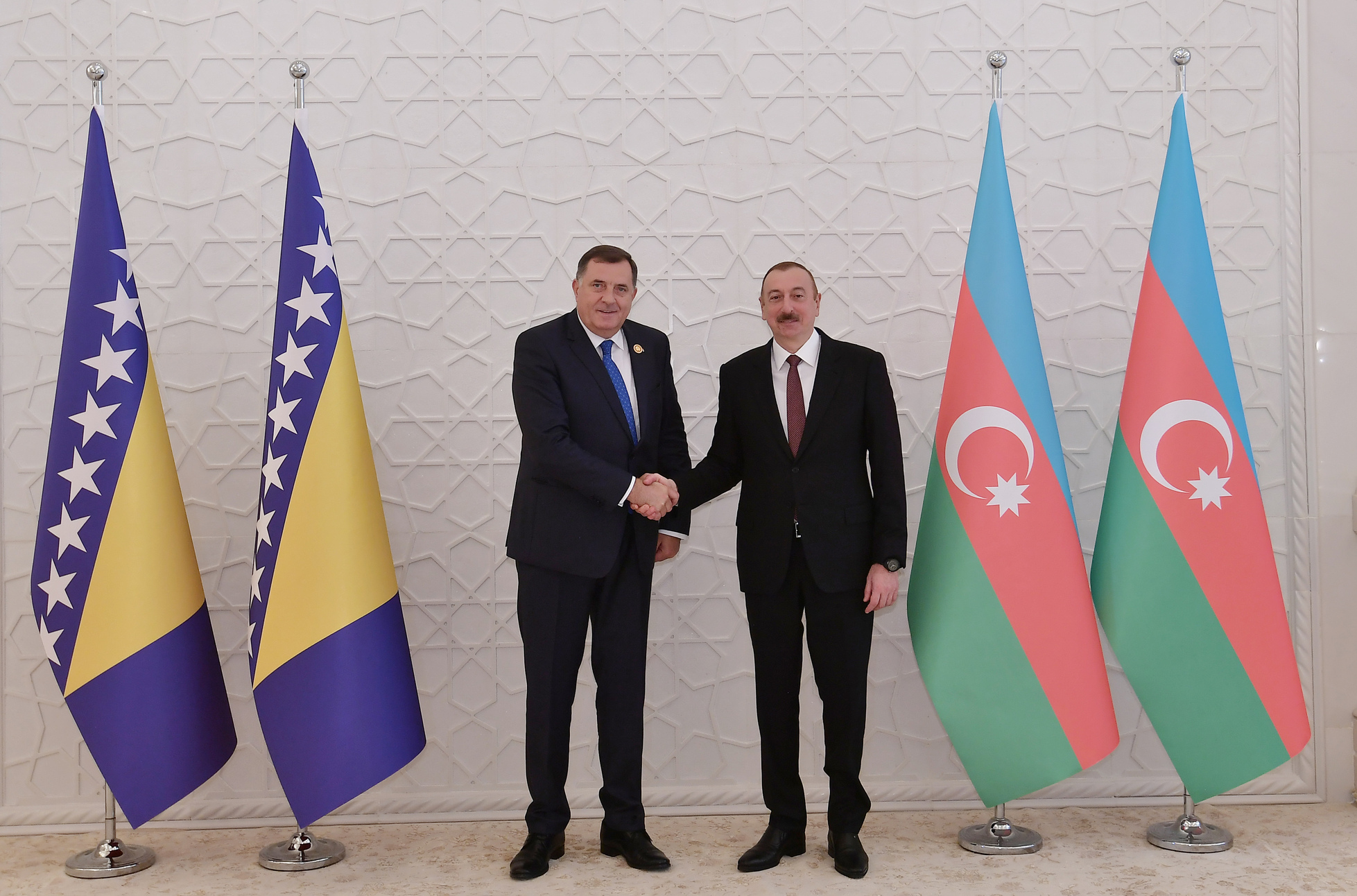
دوديك مع الرئيس الأذربيجاني إلهام علييف في 26 أكتوبر 2019.

في 27 مايو 2021 استقال فالنتين إنزكو من مكتبه الممثل السامي للبوسنة والهرسك مع تعيين السياسي الألماني كريستيان شميدت ليصبح الممثل الأعلى الجديد في 1 أغسطس 2021 بعد ترشيحه من قبل الحكومة الألمانية. قوبل ذلك برفض دوديك حيث قال «نحن [جمهورية صرب البوسنة] لا نقبل شميدت وكل شيء هو خدعة بسيطة من المجتمع الدولي». وبعد أيام قليلة قال دوديك إن «جمهورية صرب البوسنة لن تعترف بشرعية شميدت ما لم يؤكده مجلس الأمن التابع للأمم المتحدة» وأضاف أن جمهورية صرب البوسنة «ستستقبل شميدت كسائح فقط إذا لم يؤكده مجلس الأمن».
في 29 يونيو أجرى وزير الخارجية البوسني بيسيرا تركوفيتش تبادل دبلوماسي ساخن مع السفير الروسي لدى الأمم المتحدة فاسيلي نيبينزيا في اجتماع لمجلس الأمن التابع للأمم المتحدة في مدينة نيويورك. كان موضوع الاجتماع هو الوضع السياسي في البوسنة والهرسك مع التركيز على مكتب الممثل السامي فيما يتعلق بما إذا كان الوقت قد حان لإغلاقه بعد إنشائه في عام 1995 في أعقاب حرب البوسنة والهرسك. تعرض خطابها في مجلس الأمن لانتقادات شديدة من قبل دوديك. قبل ذلك ببضعة أيام حاول دوديك دون جدوى منع خطاب تركوفيتش في مجلس الأمن حتى أنه كتب رسالة إلى وزير الخارجية الروسي سيرجي لافروف يطلب منه المساعدة.
في الأيام العشرة الأخيرة من ولايته كممثل أعلى في 23 يوليو 2021 فرض فالنتين إنزكو تغييرات غير متوقعة على القانون الذي يحظر إنكار الإبادة الجماعية في البوسنة والهرسك. قوبل هذا بالغضب من قبل السياسيين الصرب البوسنيين وخاصة من قبل دوديك قائلا «نحن [جمهورية صرب البوسنة] مضطرون للذهاب إلى الحل» وكرر مرات عديدة أن «الإبادة الجماعية لم تحدث». كرد على فرض إنزكو القانون قرر معظم ممثلي الصرب في المؤسسات الوطنية وعلى رأسهم دوديك رفض قانون إنزكو وكذلك قرار عدم المشاركة في عمل المؤسسات الوطنية البوسنية حتى إشعار آخر مما أثار أزمة سياسية جديدة في البلاد.
بعد اجتماع مجلس الأمن التابع للأمم المتحدة في 4 نوفمبر 2021 تعهد دوديك بمقاضاة الممثل السامي الجديد كريستيان شميدت ووصف الاجتماع بأنه «انتصار لجمهورية صرب البوسنة» وإثباتا أن «كريستيان شميدت هو الممثل السامي فقط في ذهنه» على الرغم من أن جميع أعضاء مجلس الأمن باستثناء روسيا أعربوا عن دعمهم لشميدت وصلاحياته كممثل أعلى.
في 26 يناير 2022 عقب اجتماع حول الإصلاح الدستوري في سراييفو قال دوديك إنه وحزبه سيكونون «على استعداد للمشاركة في عمل المؤسسات الوطنية إذا تم تمرير قانون في البرلمان يحظر وصف كيانات البلاد بالإبادة الجماعية».

#### الجدل حول المروحيات العسكرية
في أغسطس 2021 أصدر كومشيتش وجعفروفيتش بدون تضمين دوديك تعليمات إلى وزارة الأمن لتكون متاحة لإخماد حرائق الغابات في الهرسك التي تشكلت قبل أيام قليلة. جاء ذلك بعد أن رفض دوديك بصفته العضو الثالث في رئاسة الجمهورية الموافقة على استخدام القوات المسلحة البوسنية لطائراتها العمودية العسكرية للمساعدة في إخماد الحرائق لأن موافقة أعضاء هيئة الرئاسة الثلاثة مطلوبة لاستخدام مروحيات القوة العسكرية. قوبلت أفعاله بالغضب من قبل السياسيين والإعلام البوسنيين حيث قام دامير شعبانوفيتش رئيس بلدية يابلانيكا وهي بلدة معرضة لخطر اندلاع حرائق الغابات بتوجيه اتهامات جنائية ضد دوديك بتهمة «الفشل أو رفض الرد وارتكاب جريمة جنائية من خلال استغلاله. المنصب الرسمي وعدم قيامه بواجبه الرسمي».
في 19 أغسطس برر دوديك قوله إن «طائرات الهليكوبتر عمرها 40-50 سنة. الناس الذين يحلقون بهم لديهم الشجاعة. طبعا ليس هذا هو السبب الوحيد لعدم مشاركتي في جلسات الرئاسة. هذا السبب معروف وسيبقى كذلك». ومع ذلك في 23 أغسطس رد وزير الدفاع البوسني سيفيت بودجيتش على بيان دوديك قائلا: «إن طائرات الهليكوبتر في حالة جيدة تماما والسبب الوحيد لعدم مساعدتهم في إخماد الحرائق هو دوديك».

#### سحب الاختصاص

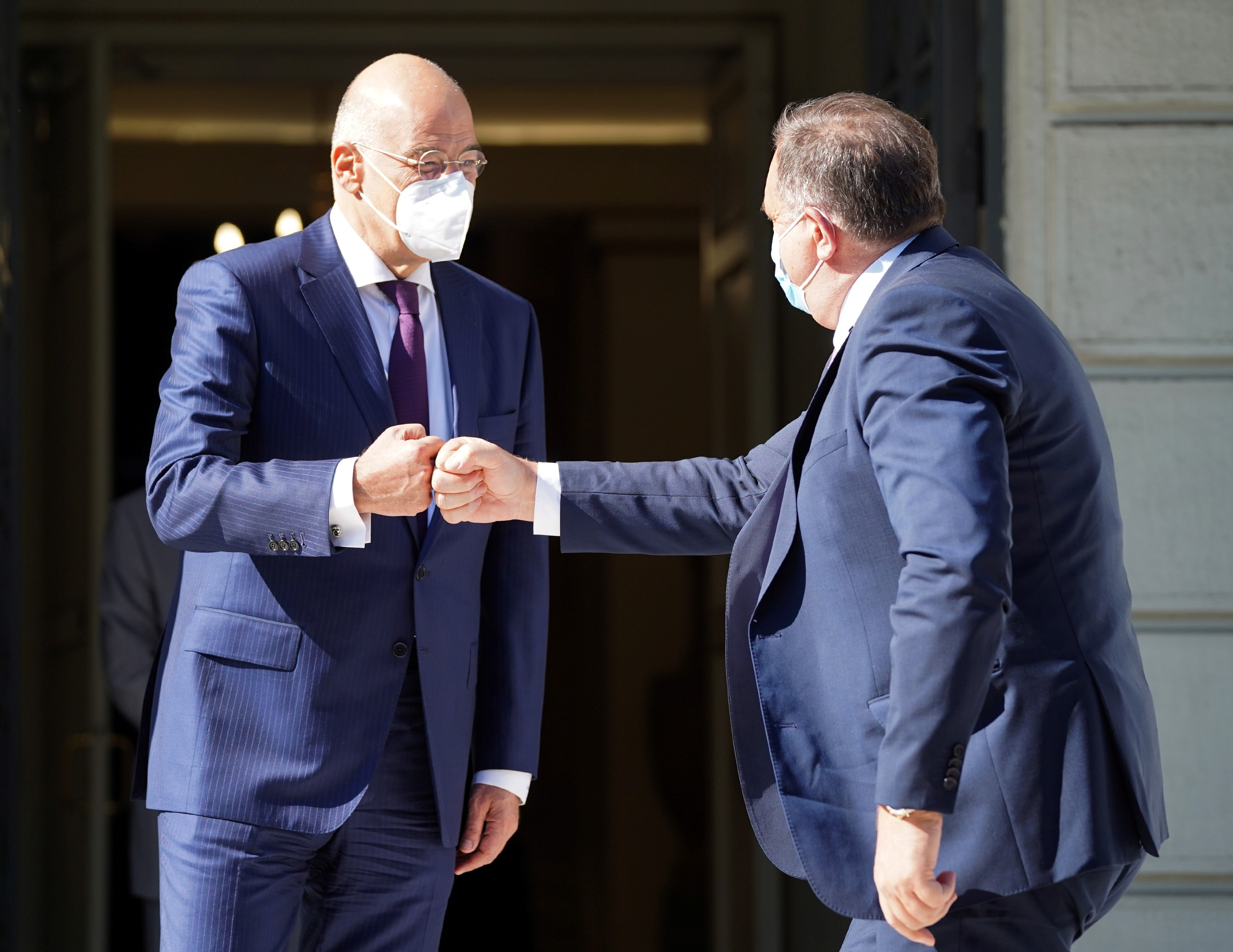
لقاء دوديك مع وزير الخارجية اليوناني نيكوس ديندياس في 13 مايو 2021.

بعد قانون الغابات الذي أقرته حكومة جمهورية صرب البوسنة قضت المحكمة الدستورية للبوسنة والهرسك في 23 سبتمبر 2021 بأن بند القانون الذي ينص على أن الغابات ملك لجمهورية صرب البوسنة كان غير دستوري. انتقد دوديك هذا القرار قائلا: "في جمهورية صرب البوسنة يجب إلغاء كل شيء خارج الدستور واتفاقية دايتون.
في 27 سبتمبر أعلن أن جمهورية صرب البوسنة ستسحب الموافقات التي أعطتها لاتفاقيات تشكيل القوات المسلحة للبوسنة والهرسك والمجلس الأعلى للقضاء والادعاء في البوسنة والهرسك. قال لاحقا إنه مهما حدث فلن يتم فعل أي شيء «خارج الدستور». لا يؤيد حزب المعارضة الرئيسي في جمهورية صرب البوسنة سحب الولاية القضائية للقوات المسلحة وغيرها من المؤسسات الوطنية مشيرا إلى أنه «من مبادرات دوديك التافهة وستصبح جمهورية صرب البوسنة هدف ولا نلجأ إلى هذه القرارات».
في 20 أكتوبر 2021 صوت برلمان جمهورية صرب البوسنة بفارق ضئيل للتو على تشكيل كيان وكالة الأدوية وبالتالي سحب دعمها لوكالة الأدوية البوسنية الوطنية. لم تحضر المعارضة بما في ذلك الحزب الديمقراطي الصربي وحزب التقدم الديمقراطي التصويت احتجاجا على دوديك وأفعاله.
في 8 نوفمبر 2021 أعلن دوديك انسحاب إضافي من القوات المسلحة مشيرا إلى "لن نسمح للقوات المسلحة بأن تصبح جيش إسلامي" وقال "إنه لأمر جيد أن تكون البوسنة والهرسك منزوعة السلاح وكان ذلك اقتراحنا السابق. بعد تصرفات دوديك نظم مجلس العموم في المملكة المتحدة نقاش حول الوضع في البوسنة والهرسك وتم خلاله توجيه اتهامات كبيرة ضد عمل دوديك وكذلك ضد صربيا وروسيا كدول تدعم أفعاله.
في 10 ديسمبر 2021 تبنى برلمان جمهورية صرب البوسنة مجموعة من الاستنتاجات بما في ذلك تلك المتعلقة بالقوات المسلحة مما يمهد الطريق لسحب الولاية القضائية من المستوى الوطني إلى مستوى الكيانات. مرة أخرى احتجاجا على ذلك لم تحضر المعارضة التصويت ورفضت دعم الاستنتاجات قائلة: «هذه مهزلة وهي حملة انتخابية بسيطة».

### السياسة الخارجية
في مايو 2021 أثناء اندلاع الصراع الإسرائيلي الفلسطيني شكر رئيس الوزراء الإسرائيلي بنيامين نتنياهو دوديك على الإعراب عن دعمه لإسرائيل على عكس نظرائه في الرئاسة الذين أعربوا عن دعمهم لفلسطين.
في يونيو 2021 وقع دوديك إعلان عملية التعاون في جنوب شرق أوروبا في أنطاليا بتركيا والذي يتضمن من بين أمور أخرى محادثات حول تكامل الناتو.
في 6 نوفمبر 2021 التقى برئيس الوزراء المجري فيكتور أوربان في بانيا لوكا وشكره «على تفهم المجر لجمهورية صرب البوسنة». قال أوربان إن «جمهورية صرب البوسنة هي مفتاح السلام في البلقان» وأن المجر «ستوسع برنامجها الاقتصادي مع جمهورية صرب البوسنة».
في 2 ديسمبر 2021 عقد دوديك اجتماع مع الرئيس الروسي فلاديمير بوتين في موسكو حيث قال دوديك «إنه [بوتين] على دراية بتفاصيل الوضع في البوسنة والهرسك». بعد اعتراف روسيا بجمهورية دونيتسك الشعبية وجمهورية لوهانسك الشعبية كدول مستقلة في 21 فبراير 2022 وهي مناطق متنازع عليها في منطقة دونباس الأوكرانية قال دوديك إن جمهورية صرب البوسنة ستسعى إلى الحياد على المستوى الوطني فيما يتعلق بقضية أوكرانيا. في 24 فبراير أمر بوتين بغزو واسع النطاق لأوكرانيا مما يمثل تصعيد دراماتيكي للحرب الروسية الأوكرانية التي بدأت في عام 2014. وفيما يتعلق بالغزو قال دوديك إن البوسنة والهرسك كانت محايدة بعد أن ذكرت في اليوم السابق أن «أظهرت الأحداث أنه كان قرار جيد للبوسنة والهرسك بعدم الانضمام إلى الناتو وأن البلاد لن تدعم العقوبات».

#### الاتحاد الأوروبي

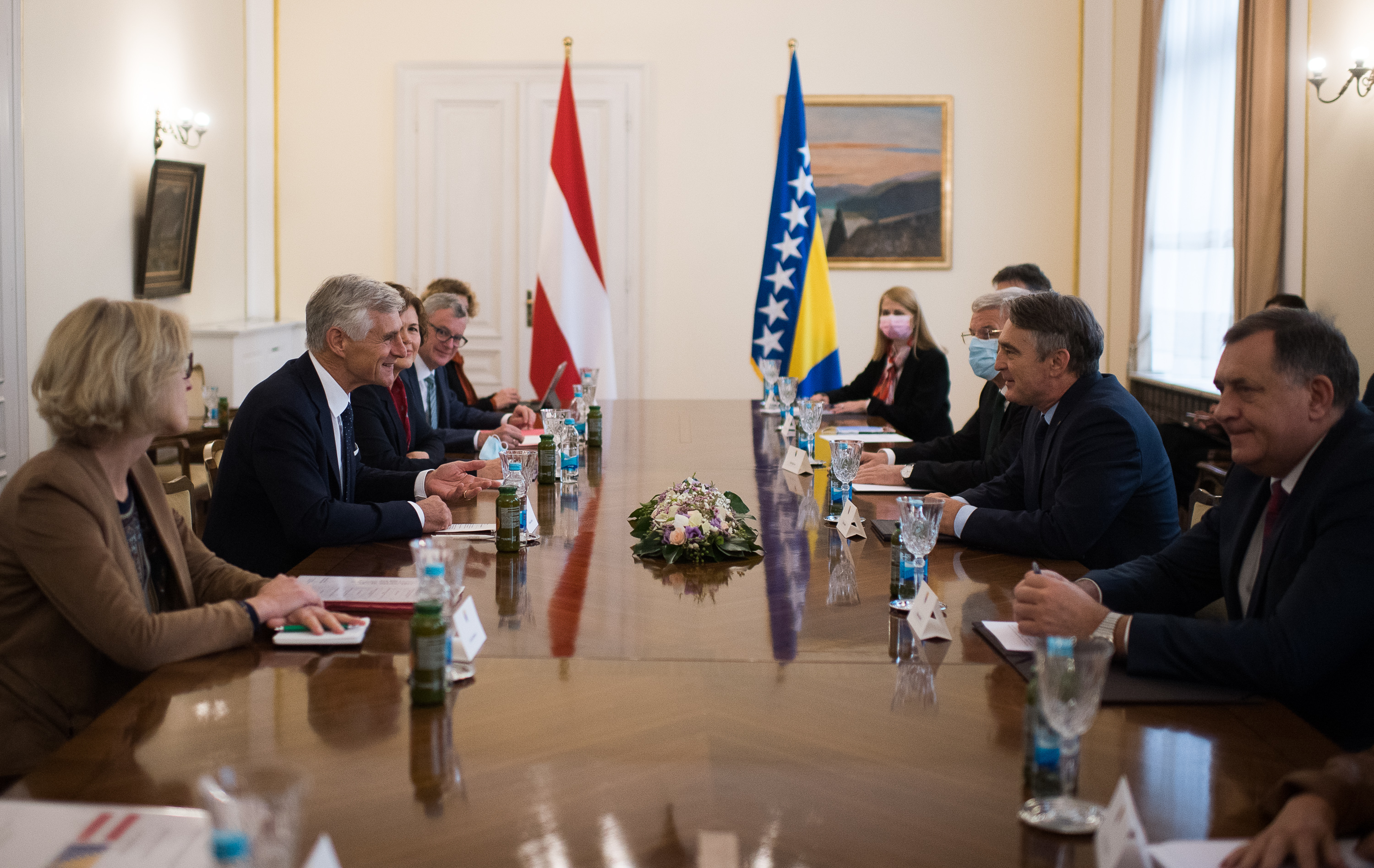
دوديك في لقاء مع وزير الخارجية النمساوي مايكل لينهارت في 15 أكتوبر 2021.

كان دوديك في الأصل من كبار المدافعين والداعمين للاتحاد الأوروبي وأصبح تدريجيا أكثر تشكك في أوروبا وانتقاد للاتحاد الأوروبي.
في سبتمبر 2020 قال دوديك وزملاؤه أعضاء الرئاسة أن وضع مرشح الاتحاد الأوروبي للبوسنة والهرسك ممكن في عام 2021 إذا نفذت البلاد «إصلاحات ناجحة».
في سبتمبر 2021 ذهب دوديك إلى بودابست عاصمة المجر لحضور قمتها الديمغرافية. وهناك التقى برئيس الوزراء السلوفيني يانيز جانشا في 22 سبتمبر. في 23 سبتمبر ألقى دوديك خطاب في القمة حيث انتقد الاتحاد الأوروبي ومجتمع المثليين والتعامل مع أزمة المهاجرين الأوروبية السابقة. بصرف النظر عن دوديك وجانشا حضر القمة أيضا رئيس الوزراء المجري فيكتور أوربان والرئيس الصربي ألكسندر فوتشيتش ورئيس الوزراء التشيكي أندريه بابيس ورئيس الوزراء البولندي ماتيوز موراويكي ونائب الرئيس الأمريكي السابق مايك بنس بالإضافة إلى مرشح الانتخابات الرئاسية الفرنسية لعام 2022 إريك زمور.
في 30 سبتمبر التقى دوديك وجعفروفيتش وكومشيتش برئيسة المفوضية الأوروبية أورسولا فون دير لاين في مبنى الرئاسة في سراييفو. كان هذا جزء من زيارة فون دير لاين إلى البوسنة والهرسك حيث قامت قبل بضع ساعات بفتح حاجز سفيلاي الحدودي وجسر فوق نهر سافا القريب والذي يحمل الطريق السريع المهم عالميا ممر عموم أوروبا الطريق الأوروبي E73.
في مقابلة مع أكبر موقع إخباري ألماني شبيغل في أكتوبر 2021 قال دوديك من بين أشياء أخرى: «لم تكن دول غرب البلقان بعيدة عن عضوية الاتحاد الأوروبي كما هي اليوم» وبالتالي استمر في التعبير عن آرائه المتشككة في الاتحاد الأوروبي. في ديسمبر 2021 اقترحت وزيرة الخارجية الألمانية أنالينا بربوك سياسة خارجية «تحركها القيم» بالتزامن مع الديمقراطيات الأوروبية الأخرى وشركاء الناتو ودعت الاتحاد الأوروبي إلى تنفيذ عقوبات ضد دوديك.

#### العلاقات مع تركيا
في 16 مارس 2021 ذهب دوديك وجعفروفيتش وكومشيتش في زيارة دولة إلى تركيا للقاء الرئيس التركي رجب طيب أردوغان. أثناء وجوده هناك وعد أردوغان بالتبرع بالبوسنة والهرسك 30.000 لقاح كورونا لوباء كورونا. وفي الاجتماع أيضا اتفقت البوسنة والهرسك وتركيا على الاعتراف المتبادل وتبادل رخص القيادة بالإضافة إلى توقيع اتفاقية للتعاون في مشاريع البنية التحتية والتشييد والتي تشير أيضا إلى بناء طريق سريع من عاصمة البوسنة والهرسك سراييفو إلى عاصمة صربيا بلغراد. تم توقيع الاتفاقية من قبل وزير الاتصالات والمرور فوين ميتروفيتش.
في 27 أغسطس 2021 جاء أردوغان إلى سراييفو في زيارة دولة في البوسنة والهرسك والتقى مع جميع أعضاء الرئاسة الثلاثة وأجرى محادثات حول المزيد من التعاون الاقتصادي والبنية التحتية وكذلك النظر في بناء الطريق السريع من سراييفو إلى بلغراد. كما تم الاتفاق على اجتماع ثلاثي بين تركيا وصربيا والبوسنة والهرسك وينبغي أن يحدث في المستقبل القريب.
في نوفمبر 2021 ذهب دوديك إلى أنقرة والتقى مرة أخرى بأردوغان. ركز لقائه مع أردوغان على الأزمة السياسية في البوسنة والهرسك بعد التغييرات التي فرضها فالنتين إنزكو على القانون الذي يحظر إنكار الإبادة الجماعية في البلاد. في الاجتماع كما أورد دوديك قيل إن «التهديد باستخدام القوة لا يمكن أن يحل أي مشكلة» وأن «المضاربين وضعوا قصة صراع محتمل».

## الآراء

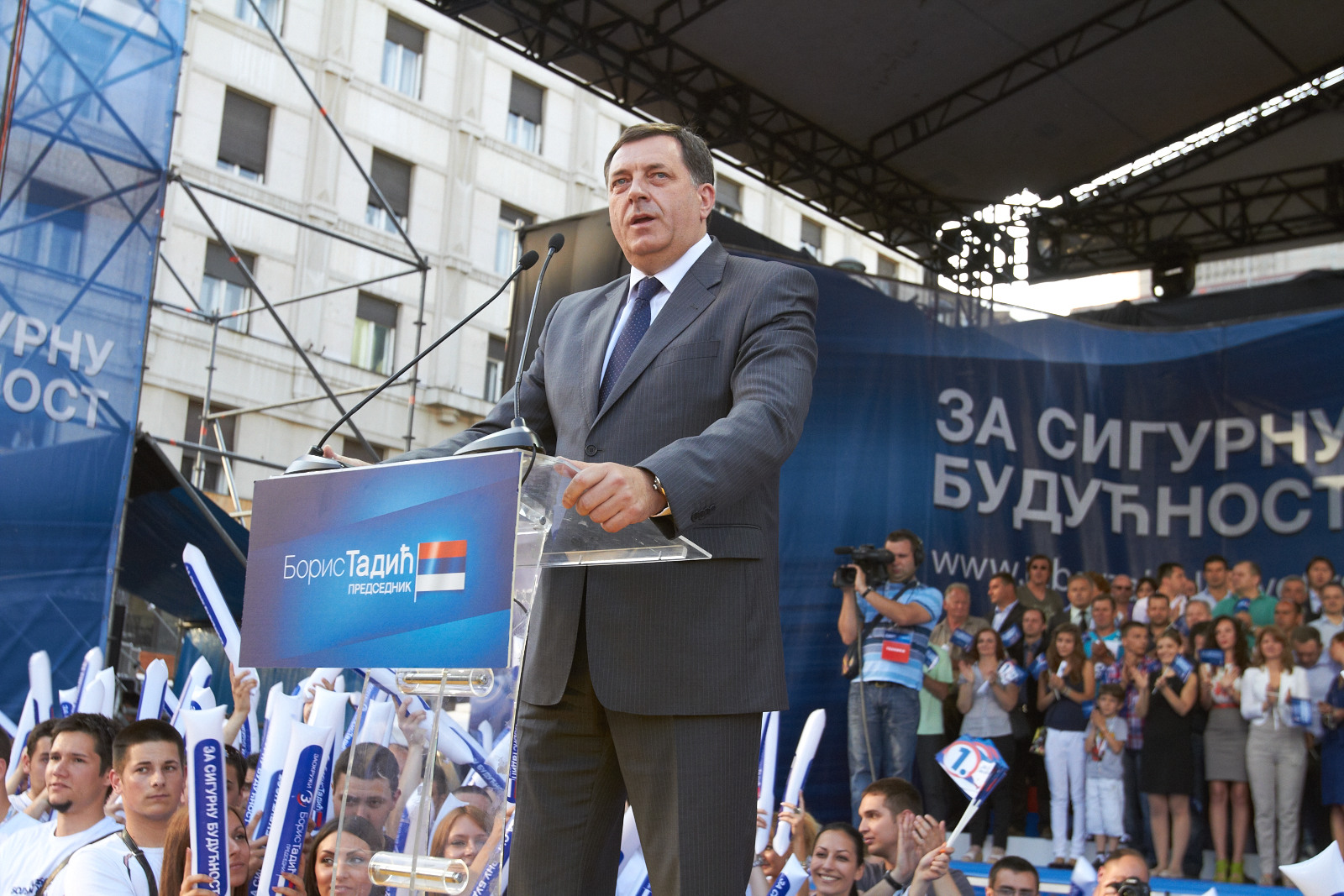
دوديك يتحدث في مؤتمر في بلغراد في 2 مايو 2012.

### آراء حول توزلا وماركالي
في عام 2009 ذكر دوديك أن مذبحة توزلا تم تدبيرها وشكك في مذابح ماركالي في سراييفو. ووجهت مدينة توزلا اتهامات ضد دوديك بسبب هذه التصريحات. رفعت مدينة سراييفو تهم جنائية ضد دوديك بتهمة إساءة استخدام السلطة والتحريض على الكراهية العرقية والعرقية والدينية.
قال مكتب الممثل السامي إن دوديك نفى جرائم الحرب المرتكبة وذكر أنه «عندما تأتي مثل هذه الوقائع المنحرفة من مسؤول في موقع مسؤولية عالية فإن المسؤول ملزم باحترام اتفاقات دايتون للسلام والتعاون مع محكمة لاهاي ومن ثم فهي غير مسؤولة بشكل خاص وتقوض ليس فقط المؤسسات المسؤولة عن دعم سيادة القانون ولكن مصداقية الفرد نفسه».

### الإبادة الجماعية وإنكار مذبحة سريبرينيتشا

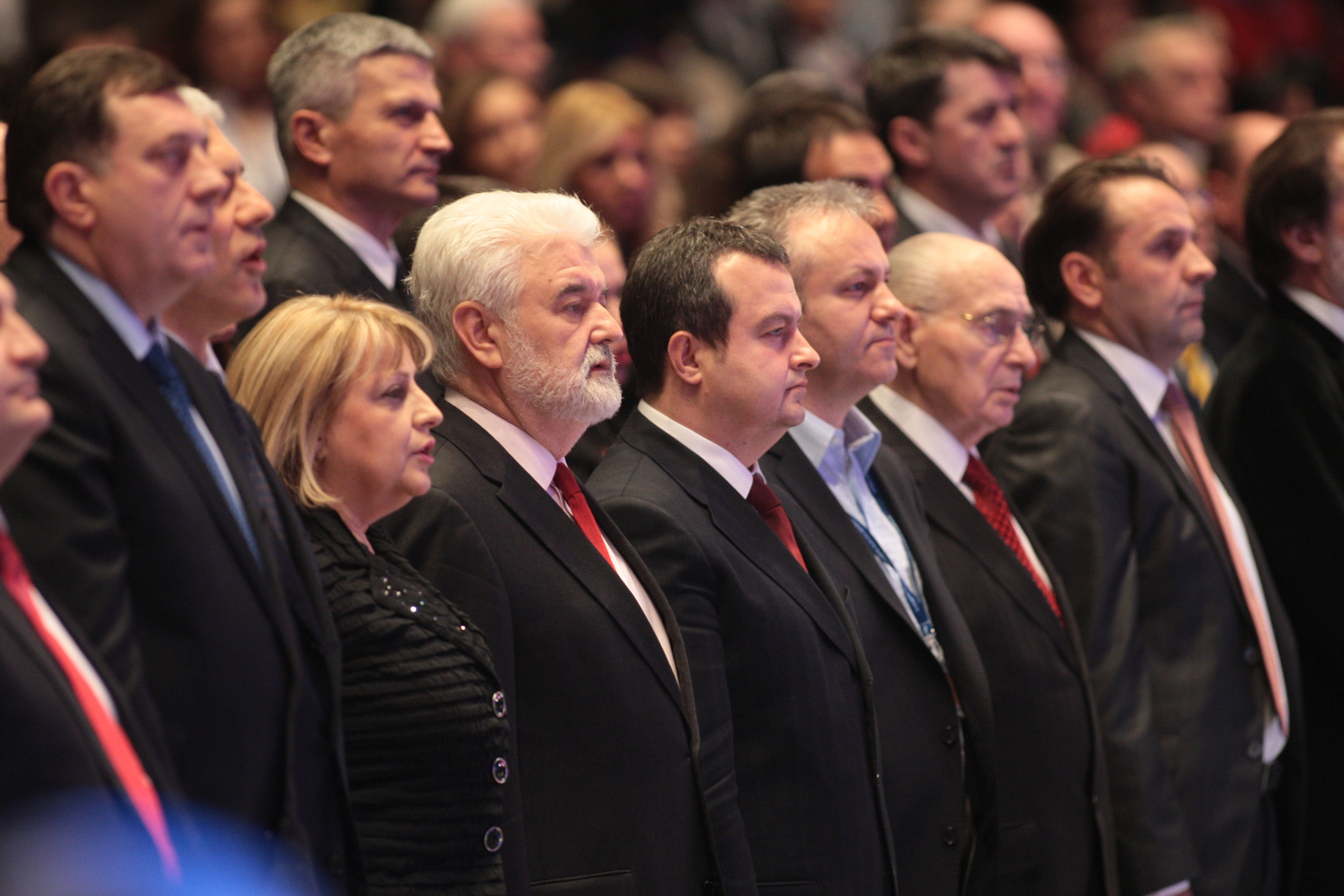
دوديك (يسار) جنبا إلى جنب مع الرئيس الصربي بوريس تاديتش والمسؤولين الحكوميين الصربيين (من بينهم من اليسار إلى اليمين سلافيتسا جوكيتش ديانوفيتش وميركو تسفيتكوفيتش و إيفيتسا داتشيتش) في بلغراد في 18 ديسمبر 2010.

وصف دوديك مذبحة سريبرينيتشا بأنها «أسطورة ملفقة».
صرح في مقابلة مع صحيفة أخبار المساء من بلغراد في أبريل 2010 أنه «لا يمكننا ولن نقبل أبدا تصنيف هذا الحدث على أنه إبادة جماعية» وتبرأ من تقرير جمهورية صرب البوسنة لعام 2004 الذي اعترف بحجم القتل واعتذر لأقارب الضحايا زاعمين أن التقرير تم تبنيه بضغط من المجتمع الدولي. دون إثبات هذا الرقم ادعى أن عدد الضحايا كان 3500 بدل من 7000 الذي قبله التقرير مدعي أن 500 ضحية مدرجة على قيد الحياة وأن أكثر من 250 شخص دفنوا في النصب التذكاري للإبادة الجماعية في سريبرينيتشا في بوتوتشاري قد لقوا حتفهم في مكان آخر. خلال نفس الشهر في 10 أبريل 2010 بدأ دوديك مراجعة تقرير عام 2004 قائلا إن أعداد القتلى مبالغ فيها وأن التقرير قد تلاعب به مبعوث سلام سابق. ورد مكتب الممثل السامي قائلا: «ينبغي على حكومة جمهورية صرب البوسنة أن تعيد النظر في استنتاجاتها وأن تتماشى مع الحقائق والمتطلبات القانونية وأن تتصرف وفقا لذلك بدل من إلحاق الضيق العاطفي بالناجين وتاريخ التعذيب وتشويه الصورة العامة للناجين في البلد».
في 12 يوليو 2010 في الذكرى الخامسة عشرة لمذبحة سريبرينيتشا أعلن دوديك أنه يعترف بعمليات القتل التي حدثت في الموقع لكنه لا يعتبر ما حدث في سريبرينيتشا إبادة جماعية بخلاف استنتاجات المحكمة الجنائية الدولية ليوغوسلافيا السابقة ومحكمة العدل الدولية مشيرا إلى أنه «(1) إذا حدثت إبادة جماعية فقد تم ارتكابها ضد الصرب في هذه المنطقة حيث قُتل النساء والأطفال وكبار السن بشكل جماعي» في إشارة إلى شرق البوسنة والهرسك. في ديسمبر 2010 أدان دوديك مجلس تنفيذ السلام وهو مجتمع دولي من 55 دولة لإشارته إلى مذبحة سريبرينيتشا على أنها إبادة جماعية.
استخدم العديد من الادعاءات التي تبناها المنكرون الآخرون ومنظرو المؤامرة مثل أن سريبرينيتشا كانت في الواقع انتقام لهجوم كرافيكا عام 1993 والجرائم الأخرى المزعومة للمسلمين البوسنيين ضد الصرب.
في عام 2017 قدم دوديك تشريع يحظر فعليا تدريس الإبادة الجماعية في سريبرينيتشا وحصار سراييفو في مدارس جمهورية صرب البوسنة مشيرا إلى أنه «من المستحيل استخدام الكتب المدرسية هنا ... التي تقول إن الصرب ارتكبوا إبادة جماعية وأبقوا سراييفو تحت الحصار. هذا هو هذا غير صحيح ولن يتم تدريس هذا هنا».

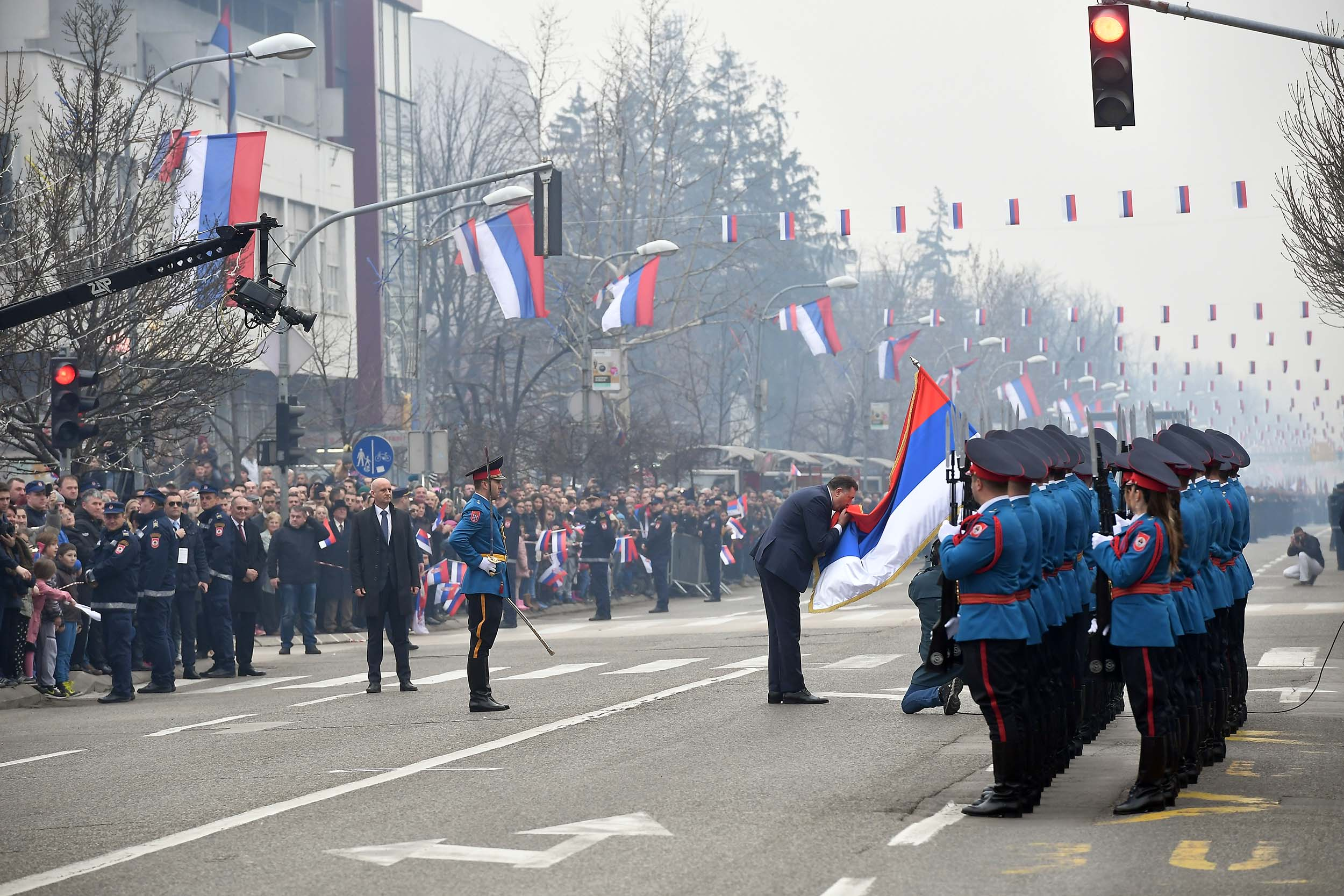
دوديك يقبل علم جمهورية صرب البوسنة أمام وحدة وزارة الداخلية وقائد الوحدة فيتومير بيتريتشيفيتش قبل استعراض يوم الجمهورية في بانيا لوكا في 9 يناير 2018.

في 14 أغسطس 2018 بمبادرة من دوديك مرة أخرى بعد محاولته السابقة في عام 2010 رفض برلمان جمهورية صرب البوسنة تقرير عام 2004 وقرر تشكيل لجنة جديدة لمراجعة تقرير الأحداث المحيطة بسريبرينيتشا والمنطقة المحيطة بالمدينة في يوليو 1995 وانتقد المجتمع الدولي على الفور هذه الخطوة.
وصف مركز القانون الإنساني في تقريره الذي وقعه 31 من كبار الموقعين هذا التطور الجديد بأنه «تتويج لأكثر من عقد من إنكار الإبادة الجماعية والمراجعة التاريخية من قبل حكومة تحالف الديمقراطيين الاشتراكيين المستقلين في جمهورية صرب البوسنة». أصدرت وزارة الخارجية الأمريكية بيان انتقدوا فيه هذه الخطوة ووصفتها بأنها «(أ) محاولات رفض أو تعديل التقرير عن سريبرينيتشا هي جزء من جهود أوسع لمراجعة حقائق الحرب الماضية ونفي التاريخ ولتسييس المأساة».

### رادوفان كاراديتش
في مارس 2016 تم تسمية السكن الطلابي في بالي تكريما للزعيم الصربي في زمن الحرب رادوفان كاراديتش وهو عمل أيده دوديك. وقع الحدث قبل أيام قليلة من إدانة كاراديتش بارتكاب جرائم حرب من قبل المحكمة الجنائية الدولية ليوغوسلافيا السابقة.
في ديسمبر 2020 كان لا بد من إزالة اللوحة التي تكرم كاراديتش بعد أن دعت الممثلة السامية إنزكو بمساعدة سونيا كاراديتش-يوفيتشيفيتش ابنة كاراديتش علانية إلى إزالتها.

## الحياة الشخصية
ميلوراد متزوج من سنيانا دوديك وله منها طفلان. ابن أخيه هو رجل الأعمال البوسني ومدير كرة القدم فيكو زيليكوفيتش.

## التكريم
- وسام جمهورية صربيا
- وسام جمهورية صرب البوسنة
- وسام الصداقة
- جائزة المؤسسة الدولية لوحدة الأمم المسيحية الأرثوذكسية
- وسام بطرس الأكبر مع وشاح منحته من قبل اللجنة الوطنية للجوائز الاجتماعية في الاتحاد الروسي للمساهمة غير العادية في تعزيز التعاون الروسي الصربي
- وسام سلالة نيمانييتش
- وسام القديس سافا
- وسام القديس سمعان المرّ
- وسام القديس المطران نيكولاي
- الصليب المقدس لحراس القبر المقدس منحه من بطريرك القدس للروم الأرثوذكس.

### تكريمات فخرية
- الرئيس الفخري لنادي بارتيزان لكرة السلة
- مواطن فخري من درفار
- مواطن فخري في غراديشكا
- مواطن فخري في تريبينيي